# Drosophila giriensis
Drosophila giriensis är en tvåvingeart som beskrevs av Prakash och C. Adinarayana Reddy 1977. Drosophila giriensis ingår i släktet Drosophila och familjen daggflugor.
Artens utbredningsområde är Indien.